# カントリー・キャプテン

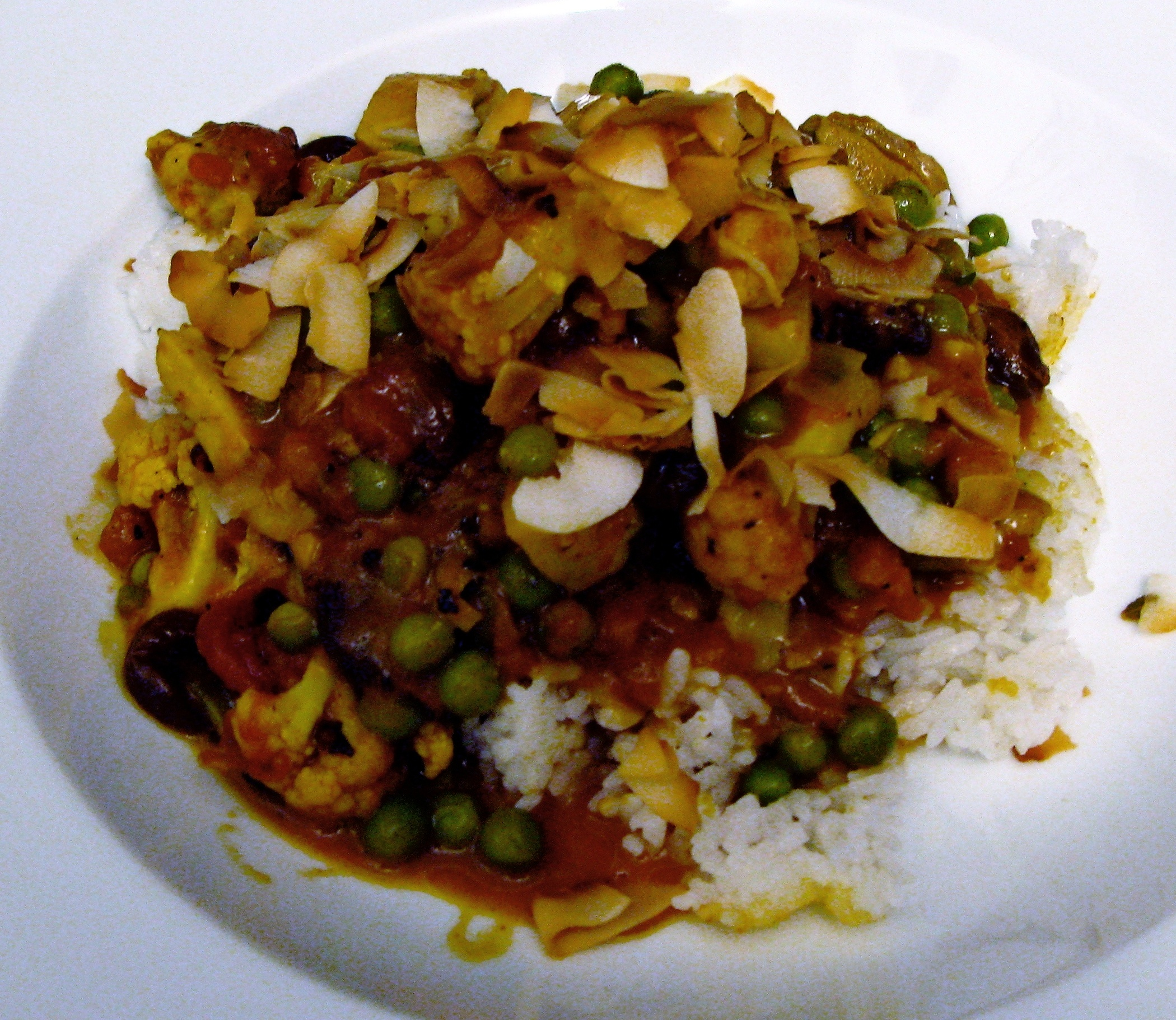
カントリー・キャプテン

カントリー・キャプテン（Country Captain）とは、カレー味を付けた鶏肉に炊き上げた白米を添えて供するアメリカ合衆国南部でポピュラーな料理である。ニューヨークとフィラデルフィアを経てアメリカに紹介された料理であり、インドに起源を持つ。アメリカの軍人ジョージ・パットンの好物であったことに敬意を表して、アメリカ軍のレーションにも含まれている。
アメリカ、イギリスのテレビ番組では、ボビー・フレイ、アトゥール・コッチャー、サイラス・トディワラらの料理人がカントリー・キャプテンを調理した。トディワラはエリザベス2世の即位60周年を大々的に祝うダイヤモンド・ジュビリーの祝典で、この料理をエリザベス2世に供した。

## 特徴
炒めた鶏肉、タマネギ、カレー粉で作る口当たりのいいシチューが基本的なカントリー・キャプテンである。アーモンド、ゴールデン・レーズン、ザンテ・カラントが通常入れられるほか、トマト、ニンニク、ピーマンが入れられる場合も多い。料理は白米の上に乗せて供され、米を除いた食材は同じ鍋の中で調理される。料理人のMamrej Khanは、カントリー・キャプテンについてアングロ＝インディアン料理から発展した多国籍料理の一つであると述べた。
アメリカ合衆国大統領フランクリン・ルーズベルトもカントリー・キャプテンのファンの一人であり、ルーズベルトの元を訪れたジョージ・パットンもこの料理の虜になった。パットンが愛した料理であるカントリー・キャプテンは、2000年に彼の名誉を称えてアメリカ軍のMRE（レーション）の品目に追加される。ポール・プルドーム、ポーラ・ディーンやエメリル・ラガッセなどの南部の様々な料理人はこの料理のレシピを持っている。また、BBC Oneの料理番組『サタデー・キッチン（Saturday Kitchen）』では、通常の鶏肉に白米を添えたカントリー・キャプテンがアトゥール・コッチャーによって作られた。
料理人のサイラス・トディワラが『サタデー・キッチン』の中で作ったカントリー・キャプテンはジャガイモの層の下で肉を焼きあげたもので、シェパーズパイにも似ている。2012年のエリザベス2世のダイヤモンド・ジュビリーのイベントの一環として、トディワラはハーロウのKirishna Avanti schoolでエリザベス2世とエディンバラ公フィリップのためにこの料理を作り上げた。この時の料理には、オークニー諸島の海藻を食べて成長するノース・ロナルドセー種の子羊が使われた。

## 起源
カントリー・キャプテンは、タマネギとカレー粉が使われたインドの簡素な鶏肉の料理や狩猟の獲物を使うゲーム料理を起源とし、それらの料理はイギリスの将校の舌も楽しませたと考えられている。一説によれば、香辛料貿易に携わっていたイギリスの船長がチャールストンに寄港した時に町の女性から歓迎を受け、感謝の意を示すために女性たちの下で働く料理人にチキンカレーの作り方を教えたことが料理の起源であり、カントリー・キャプテンは彼にちなんでいると言われている。カントリー・キャプテンを伝えた船長はおそらくはイギリス東インド会社の人間であり、この料理はインドのムンバイのコミュニティー内で人気を保ち続けている。料理の名前に含まれる「カントリー」はイギリスではなくインドに由来を持つものに冠されることがある言葉で、「カントリー・キャプテン」は「インドから来たキャプテン」を意味することになる。また、「キャプテン」は食用の雄鶏を意味する「capon」という言葉が転訛したものだとする説もある。
1991年にニューヨーク・タイムズのコラムニストであるモリー・オニールは、1950年代から南部の定番料理となっている「カントリー・キャプテン」と言われる料理の調査を行った。フードライターのセシリー・ブラウンストーンの協力によって、1857年にフィラデルフィアで出版された「Miss Leslie’s New Cookery Book」がアメリカで最初にカントリー・キャプテンのレシピが載せられた料理本だと判明し、当時のレシピでは「上等な大人の鶏」が必要とされていた。20世紀初頭にはニューヨークのレストラン・デルモニコの料理人アレクサンダー・フィリッピノがスグリや薄くスライスしたアーモンドを加えたレシピを考案する。セシリー・ブラウンストーンは「女一人の保存会」と呼ばれるカントリー・キャプテンの愛好家で、「まがい物」のカントリー・キャプテンを批判し、
多くの料理本でフィリッピノのレシピを紹介した。